# Festival Internacional de Jazz de Vancouver
El Festival Internacional de Jazz en Vancouver es un evento anual que se presenta cada verano en Vancouver, Canadá.
El festival surgió de una estación de radio ubicada en el centro de Vancouver Co-op Radio (CFRO-FM 102.7 FM), en los años 1980´s.
La Asociación de Jazz y Blues del Pacífico fue formada en 1984, esta asociación albergaba al Festival de Jazz y Blues del Pacífico, quienes también se encargaban de promocionar a artistas locales como internacionales del género jazz y blues.
En 1986 la asociación cambió su nombre a Sociedad Costera de Jazz y Blues, que asociada con Expo 86, produjo el primer Festival Internacional de Jazz en Vancouver; para el evento inaugurador, artistas como Miles Davis, Wynton Marsalis, Bobby McFerrin, Tito Puente, Tony Williams, Albert Collins y John Mayall and the Bluesbreakers fueron los encargados de conformar el evento.
El Festival ha sido presentado desde entonces, convirtiéndose en el festival más grande de todo Columbia Británica. Más de 1000 voluntarios ayudan año con año en la producción del evento, que incluye presentaciones en parques, centros comunitarios, auditorios, clubes, plazas públicas y calles de varios vecindarios. 
En total, el festival incluye 400 presentaciones individuales, de las cuales 130 son gratis, albergando en total a aproximadamente 460,000 personas cada año.[cita requerida]